# Козловичи (Могилёвская область)
Козло́вичи (бел. Казловічы) — деревня в составе Козловичского сельсовета Глусского района Могилёвской области Республики Беларусь.

## Население
- 1999 год — 30 человек
- 2009 год — 17 человек